# Giławy

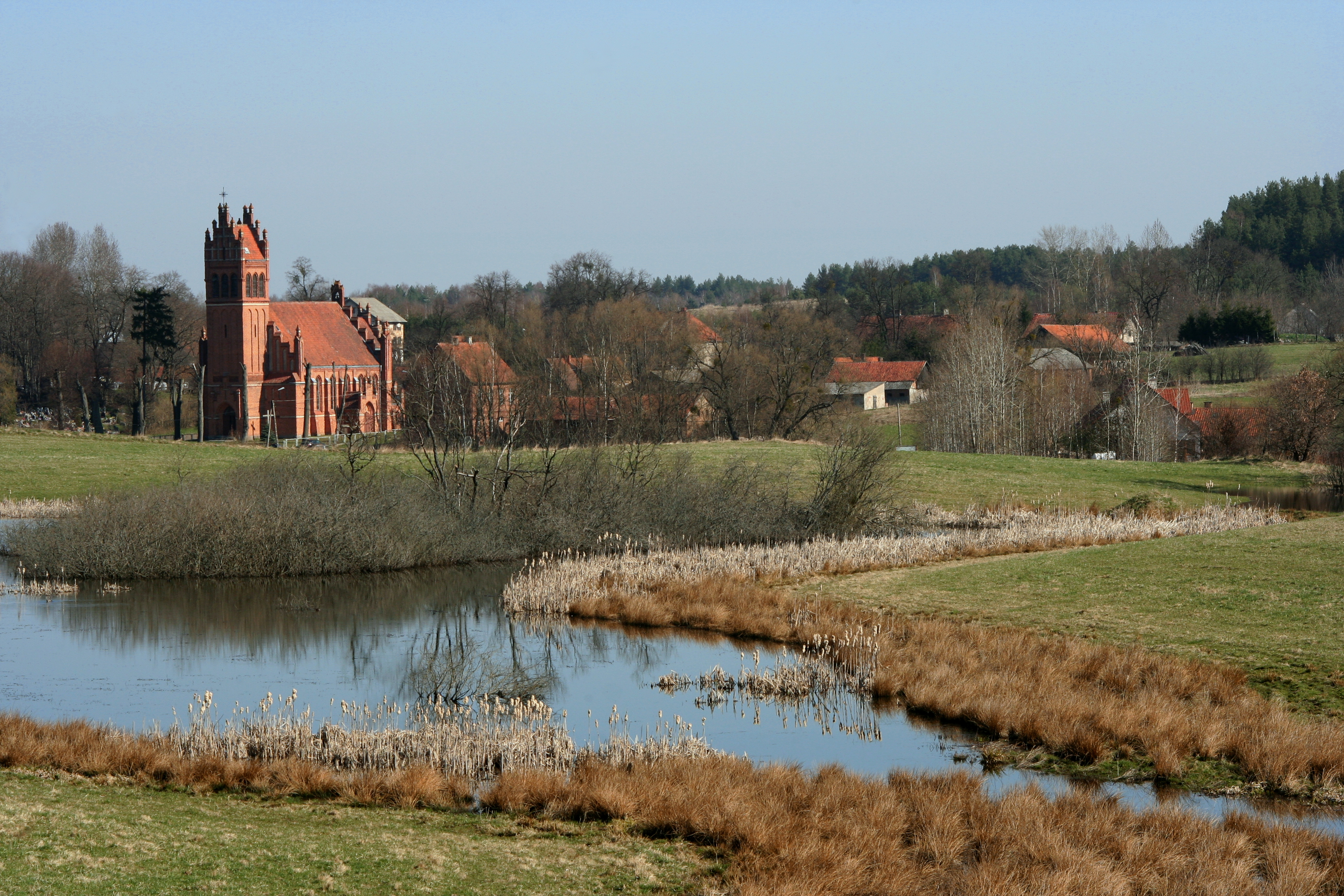
Blick auf das Dorf mit Kirche

Giławy(deutsch Gillau) ist ein Dorf und Sołectwo in der südlichen Woiwodschaft Ermland-Masuren. Es gehört zur Gmina Purda (Landgemeinde Groß Purden) im Powiat Olsztyński (Kreis Allenstein) in Polen.

## Geografie

### Geografische Lage
Das Dorf liegt zwischen dem See Serwent (250 ha) und dem See Giławy (19,5 ha) etwa 22 km südöstlich von Olsztyn (deutsch Allenstein) entfernt. Die fünf Dörfer Gąsiorowo (Gonschorowen, 1938 bis 1945 Lichtenstein), Giławy, Groszkowo (Graskau), Nerwik (Nerwigk) und Zaborowo (Saborowen, 1938 bis 1945 Heideberg) gehören zum Sołectwo Giławy.

### Geologie
Die Landschaft wurde gestaltet durch den Eisschild und ist eine postglaziale, hügelige, bewaldete  Grundmoräne mit zahlreichen Rinnenseen und Flüssen. Charakteristisch für die Gegend sind zahlreiche Seen, Sümpfe, Teiche sowie Nadel- und Mischwälder, die 53 % des Gemeindegebiets Purda bedecken.

## Geschichte

### Ortsgeschichte

#### Mittelalter
Ursprünglich lag hier der Gau Barten der Prußen. Seit 1243 war das Bistum Ermland ein Teil des Deutschordenslandes. Am 19. August 1407 verlieh der Bischof des Ermlands die Handfeste nach der Agrarverfassung des Deutschordensstaates an Jacob Gillau, Sohn des Mykens Sirwithen, für ein Dienstgut am See Sirwithen (Serwent) von 40 Hufen mit vier Freihufen für den Schulzen. Im Jahr 1441 wurde ein Lokationsvertrag mit 30 Hufen für Gillau neu verliehen.
Nach dem Zweiten Frieden von Thorn im Jahr 1466 wurde das Ermland als autonomes Fürstbistum Ermland der Krone Polens unterordnet; die Grenze zum Herzogtum Preußen verlief bis 1772 etwa ein Kilometer südlich bei Gillau. Während des preußischen Pfaffenkrieges wurde Gillau im Jahr 1479 von der Truppen des polnischen Königs völlig zerstört.

#### Neuzeit
Mit der ersten Teilung Polens im Jahr 1772 wurde das Ermland samt Gillau ein Teil des Königreichs Preußen.
Am 3. Dezember 1861 stellte eine Volkszählung für Gillau 63 Wohngebäude bei 282 Einwohnern fest.
Im Mai 1874 wurde der Amtsbezirk Preylowen (nach der Änderung der Ortsnamen: Preiwils 1938–1945) mit der Landgemeinde Gillau und dem Wohnplatz Klein Gillau (polnisch Giławki) gebildet.
Bei der Volksabstimmung am 11. Juli 1920 wurden 190 Stimmen für Ostpreußen und 58 Stimmen für Polen abgegeben.

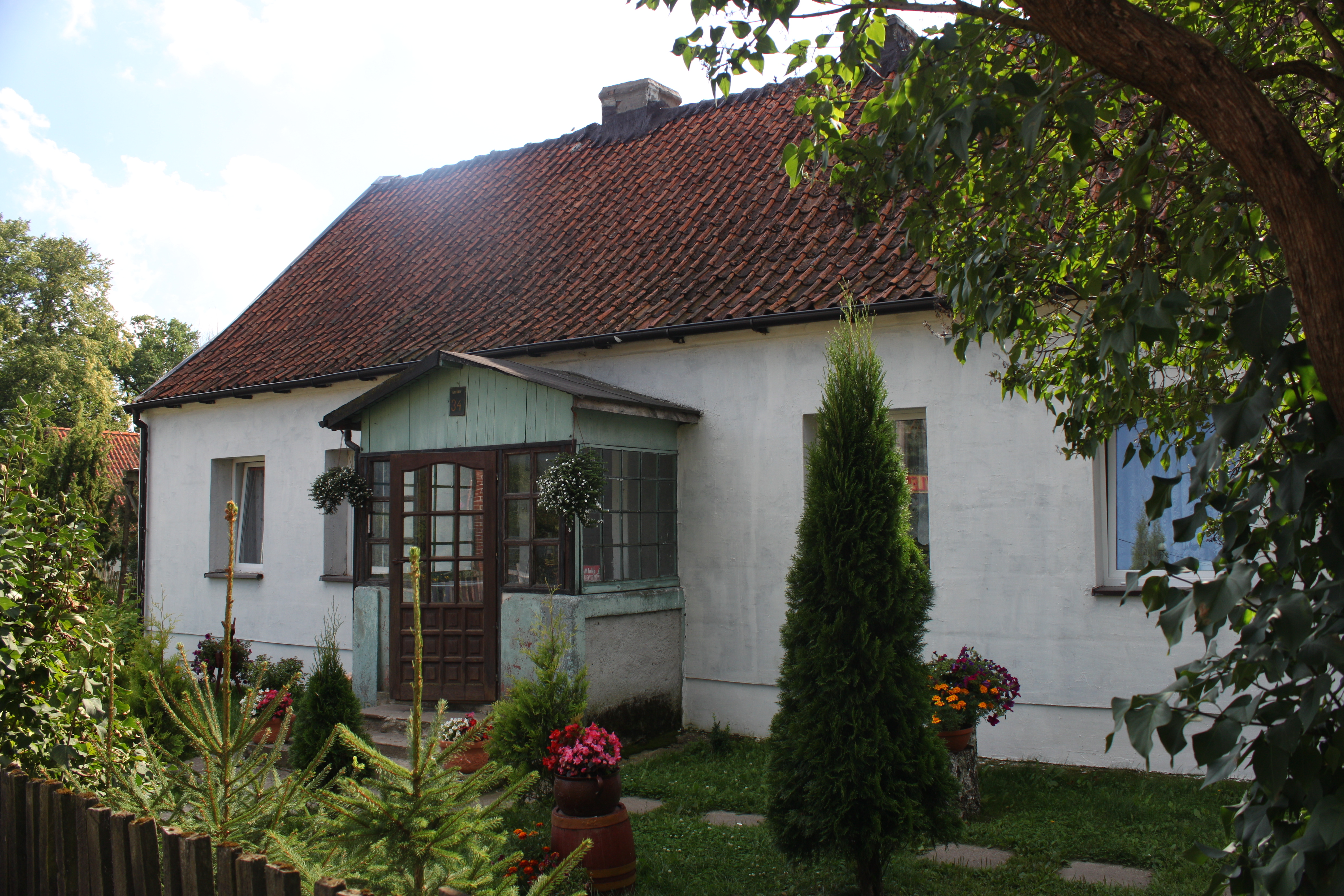
Haus in Giławy

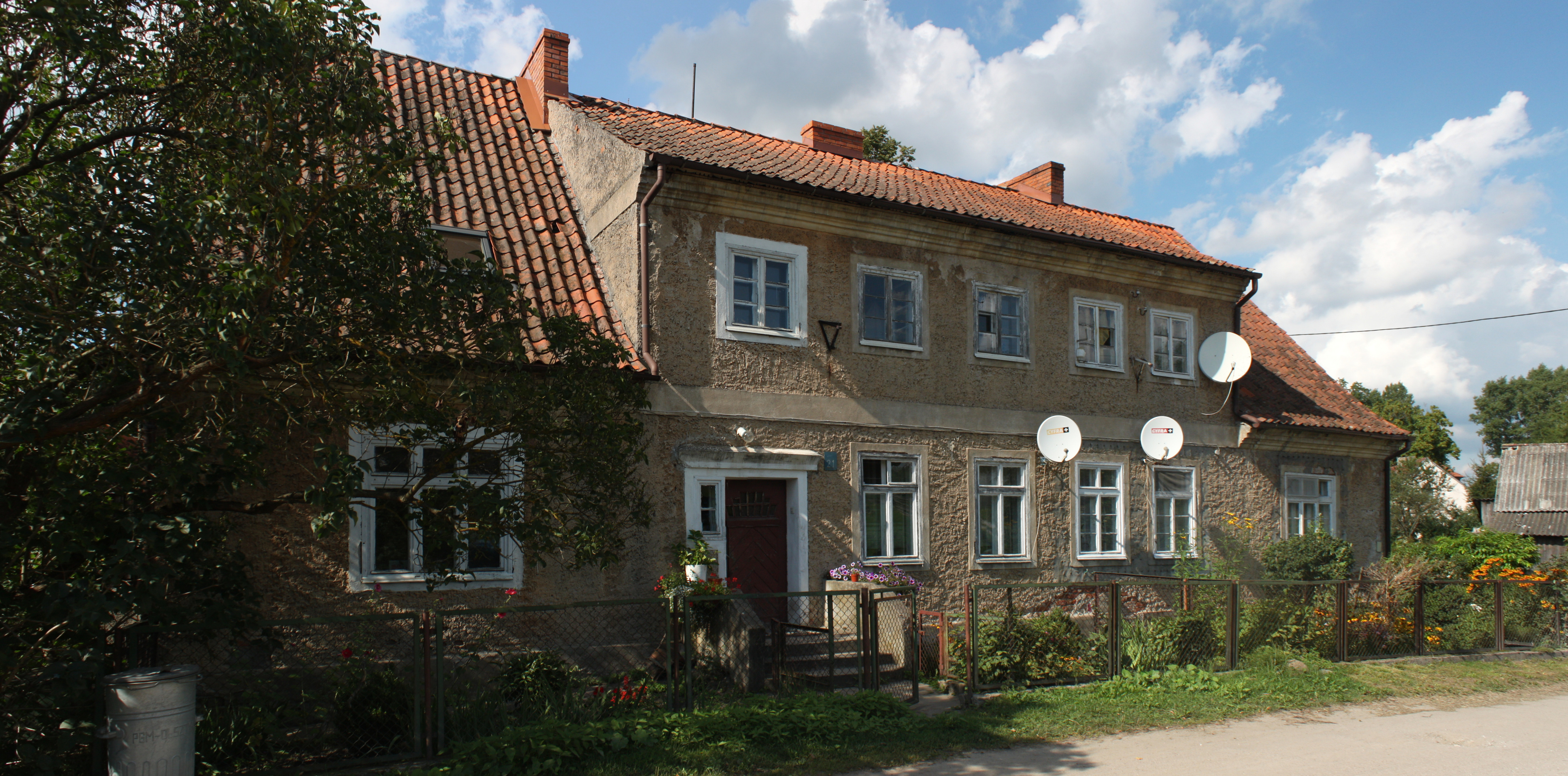
Haus in Giławy

Die größten Bauernhöfe in den Jahren 1930–1932 besaßen:
1. Bernhard Grabowski 44 ha,
2. August Ziemski 39 ha,
3. Paul Zimmermann 35 ha,
4. Franz Schikorski 28 ha.

### Einwohnerentwicklung
- 1820: 109
- 1913: 520
- 1928: 463
- 1939: 458
- 2006: 188
- 2011: 165

## Religionen
Die heidnischen Prußen verehrten die baltischen und litauischen Gottheiten.

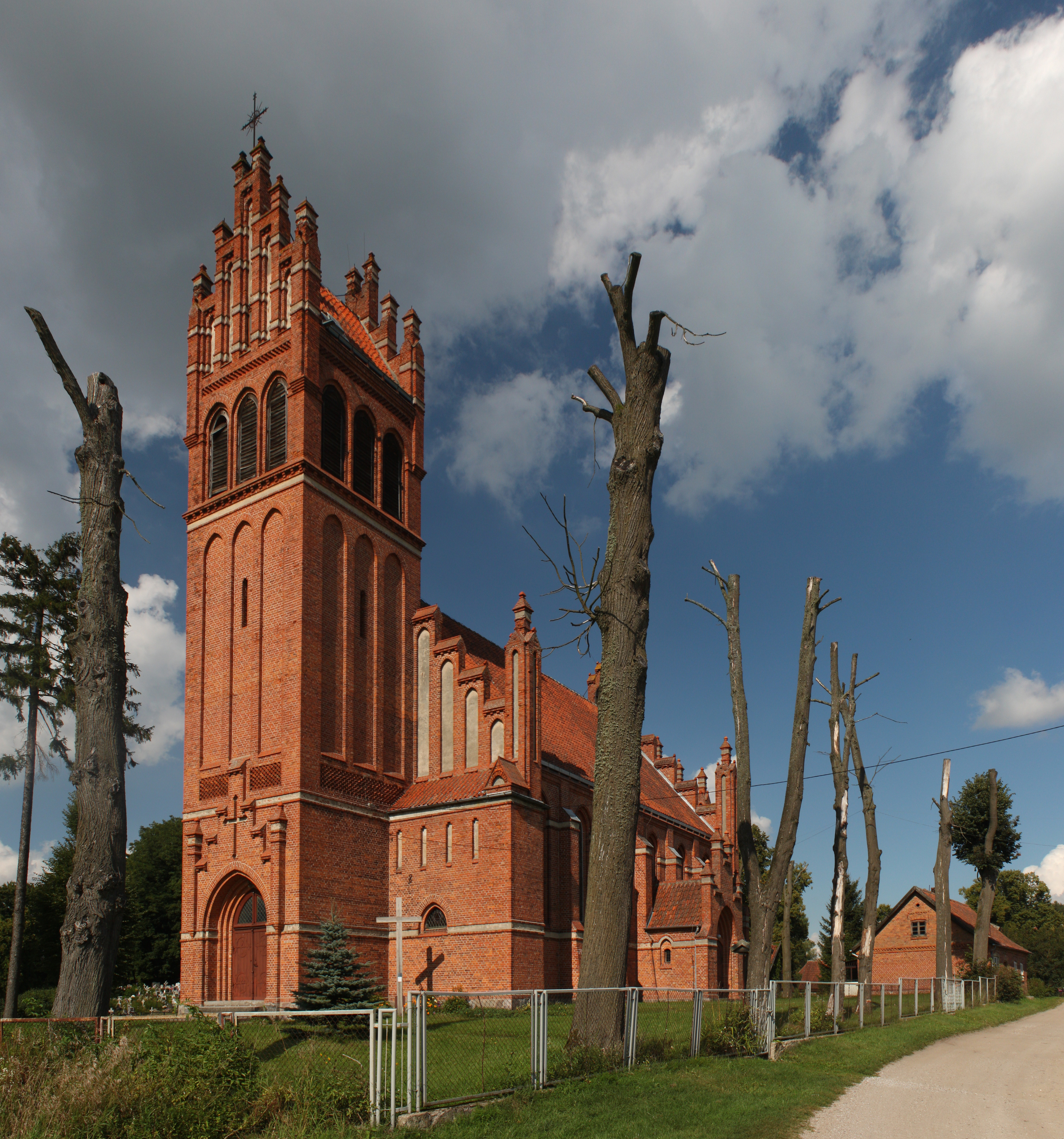
Die Kirche in Giławy

### Römisch-katholische Kirche
Nach der Zwangschristianisierung durch den Deutschen Ordnen war das Bistum Ermland ab dem Jahr 1243 ein Teil des Deutschordenslandes. Nach der Gründung des Kirchspiels Wartenburg i. Ostpr. (polnisch Barczewo) im Jahr 1364 gehörte Gillau zuerst eine Zeit lang bis 1503 der Pfarrei Wartenburg mit der St.-Anna-Kirche an. Von 1503 bis 1898 war Gillau ein Dorf im Kirchspiel Groß Purden (polnisch Purda).
Im Jahr 1898 wurde die Kirche „St. Johannes Baptist“ errichtet und das Kirchspiel Gillau gegründet. Zum Kirchspiel gehörten: Gillau, Graskau (polnisch Groszkowo), Gonschorowen (1938 bis 1945 Lichtenstein, polnisch Gąsiorowo), Groß~ und Klein Rauschken (Rusek Wielki i ~Mały), Klutznik (1938 bis 1945 Klausen, polnisch Kluczbik), Nerwigk (Nerwigk), Podlassen  (1938 bis 1945 Klausenhof, polnisch Podlazy), Saborowen (1938 bis 1945 Heideberg, polnisch Zaborowo) und Wallen (Wały). Die Kirche ist weiterhin Pfarrkirche für die katholischen Einwohner in Giławy. Sie gehört jetzt zum Dekanat Pasym im Erzbistum Ermland.

### Evangelische Kirche
Die Einwohner evangelischer Konfession besuchten die Kirche in Passenheim (Pasym) und nach 1836 die in Wartenburg i. Ostpr. (polnisch Barczewo) in der Kirchenprovinz Ostpreußen der Kirche der Altpreußischen Union.
Seit 1945 ist die Christus-Erlöser-Kirche Olsztyn die nächstgelegene evangelische Pfarrkirche. Sie gehört zur Diözese Masuren der Evangelisch-Augsburgischen Kirche in Polen.

## Verkehr
Giławy liegt an einer Nebenstraße, die von der Stadt Barczewo (Wartenburg i. Ostpr.) bis nach Grzegrzółki (Kukukswalde) im Powiat Szczycieński (Kreis Ortelsburg) verläuft. In Giławy wird diese Straße durch eine Verbindungsstraße von Purda (Groß Purden) nach Sąpłaty (Samplatten) gekreuzt.
Eine Bahnanbindung besteht nicht.